# Fletch
Fletch es una novela policíaca escrita por Gregory Mcdonald y traducida al español por Eduardo Goligorsky. Mezcla descripciones de los lugares y personas con el suspense, la comedia y el drama. Sobre este libro se hizo una película llamada Fletch el camaleón, y el mismo autor ha escrito secuelas entre las que figura Confiesa Fletch, además de libros con personajes que aparecen en las aventuras de Fletch. En 1995, la Mystery Writers of America la incluyó en su lista de las cien mejores novelas de misterio de todos los tiempos.

## Argumento
Fletch es un joven periodista del News-Tribune que está haciendo una investigación para un artículo del tráfico de drogas en "The beach". El libro empieza cuando un individuo le ofrece dinero para que le mate en una semana, y al preguntarle la causa el individuo responde que se está muriendo de cáncer.
En el desarrollo del libro, Fletch tendrá que realizar dos investigaciones a la vez: la primera es la relacionada con las drogas y la segunda es la del individuo que posteriormente será reconocido como Alan Stanwyk, además de tener que evadir legalmente a los abogados que son contratados por sus dos exesposas para pagar lo que debía del divorcio.
Al final, Fletch sale victorioso y se dirige en avión a Río de Janeiro llevando consigo tres millones de dólares tras haber evadido los dos juicios correspondientes al pago del divorcio.

## Personajes

### Personajes principales
- I. M. Fletcher: Personaje principal, Fletcher o Fletch es un periodista del News-Tribune que tiene un olfato especial para detectar las historias sensacionales así como una imaginación sin límites a la hora de decir mentiras. En el libro presenta la imagen de alguien que está dispuesto a hacer cualquier cosa a fin de conseguir lo que busca. (Para más información, leer el primer párrafo de la página).

- Alan Stanwyk: Es el individuo que contrata a Fletch para que lo asesine, con la excusa casi perfecta de que tiene cáncer. En el libro muestra poca actividad hasta poco antes del final, cuando Fletch descubre el verdadero plan de Alan y lo desbarata. Alan muere en su biblioteca, acompañado de Fletch. La razón de su muerte se debe a que el jefe de policía Cummings lo confunde con Fletch por haberse teñido el cabello.

- Marwin Stanwyk: Padre de Alan y esposo de Helen Stanwyk. Aunque aparece poco y la información que da parece inútil, Fletch saca de ella casi todo lo que necesita para la investigación de Alan. Vive en Nonheagan, Pensilvania.

- Joan Collins: Hija única de John y Marion Collins. Su importancia en la trama va creciendo desde que se encuentra con Fletch en el Racquets Club. Además, es ella quien le proporciona a Fletch el dato clave para desvelar el misterio de Alan Stanwyk: que él (Fletch) y el marido de ella, Alan Stanwyk, tienen una estructura ósea idéntica.

- Clara Snow: Directora de la sección en la que trabaja Fletch, es bastante incompetente y contribuye a la detención y expulsión de Fletch de The Beach al pedir protección policial para él (inocentemente).

- John Collins: Director ejecutivo de Collins Aviation, esposo de Marion Collins y padre de Joan Collins. En el libro menciona que le ha propuesto al jefe de policía Cummings contratar policías privados, pero éste rechaza el ofrecimiento diciendo que ya tienen un espía.

- Sally Ann Cushing Cavanaught: Amada de Alan Stanwyk que planeaba huir con él una vez ejecutadoel plan de Alan.

- Roberta Sanders: Muchacha de quince años que llegó a The Beach con un acompañante que posteriormente la abandonó, y se dedicó al consumo de drogas hasta que murió por causa de una dosis excesiva.

- Cummings: Jefe de policía de The Beach y abastecedor de drogas de Charles Whiterspoon, alias Vatsyayana, alias Fat Sam. Detiene y expulsa a Fletch de The Beach tras la petición de protección policial ordenada por Clara Snow. Asesina a Alan Stanwyk cuando lo confunde con Fletch.

- Charles Whiterspoon: Ex profesor de música y encargado de la venta de drogas en The Beach. Lleva entre seis y siete años vendiendo drogas en The Beach, amenazado por el jefe de policía Cummings. Se entrega voluntariamente cuando Fletch descubre cómo se lleva a cabo el intercambio de drogas en The Beach.

- Lewis Montgomery: Se convierte en intermediario del tráfico de drogas en The Beach cuando un adolescente identificado únicamente con el nombre de Jeff se suicida en el campo de fútbol; su función consiste en entregar secretamente las drogas sumninistradas por el jefe de policía Cummings a Charles Whiterspoon a través de un ingenioso sistema. Su premio es, al igual que el de Charles, drogas gratis.

- Gillet, de Gillet, Worsham y O'Brien: Abogado de una de las exesposas de Fletch, también es el que empieza un proceso en los tribunales contra Fletch, además de quejarse e interponer una querella penal contra él por falsificación de cheques.

### Personajes secundarios
- Linda Fletcher
- Barbara Fletcher
- Sando
- Jim Swarthout
- Burt Eberhart
- Creasey
- Amelia Shurcliffe
- Frank Jaffe
- Joseph Devlin
- Jack Carradine
- Helen Stanwyk
- Lupo